# جلال آباد (لارستان)
جلال آباد (بالفارسية: جلال‌آباد) (بالإنجليزية: Jalalabad)‏، قرية في ناحية بنارويه، قسم ده فيش الريفي، مقاطعة لارستان، محافظة فارس، إيران. يبلغ عدد سكانها حسب إحصاء عام 2006 ميلادية 137 نسمة في 25 عائلة.